# Discrimination par les prix

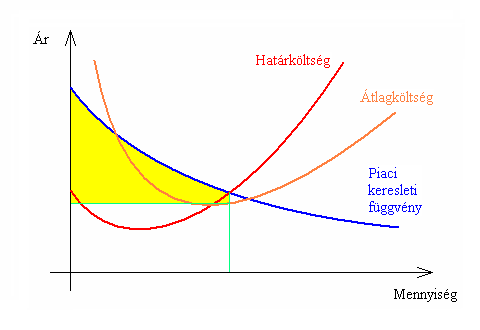
Illustration de la discrimination par les prix des articles

La discrimination par les prix désigne la modulation par agent des prix de son offre en fonction des caractéristiques connues ou supposées de la demande.
Classiquement, on distingue trois types de discriminations par les prix en fonction de l'information dont dispose l'agent discriminateur :
1. Discrimination de premier type, ou discrimination parfaite : le prix est fixé en fonction de la qualité de l'acheteur.
2. Discrimination de deuxième type : Le prix est le même pour tous les clients. Il diffère selon la quantité achetée.
3. Discrimination de troisième type : On segmente la clientèle en sous-marchés. Le prix est fixé en fonction de ces sous-marchés.

## Discrimination parfaite
On parle de discrimination parfaite lorsque l'offreur connait tout de chaque consommateur et lui demande le prix maximum qu'il est prêt à payer. Il capture alors l'intégralité du surplus issu de la transaction. La discrimination parfaite peut aussi reposer sur la connaissance de toute caractéristique parfaitement corrélée à la propension à payer, ce qui revient au même puisqu'il est alors capable de déduire cette propension.

### Demande unitaire
Pour une unité, 
{\displaystyle U_{i}=V_{i}-P} si le consommateur achète
{\displaystyle U_{i}=0} si le consommateur n'achète rien

#### Impact sur le bien-être
- Chaque consommateur a un surplus nul
- Donc {\displaystyle S=0}
- Mais tous les consommateurs avec {\displaystyle c\leq v_{i}} consomment

### Demande élastique
Soit {\displaystyle D(p)} décroissante, avec {\displaystyle n} consommateurs identiques.

Le tarif n'est pas linéaire. Dans une situation de monopole, il est possible de récupérer le surplus.
En ce qui concerne le tarif binôme, on a:
- Un prix {\displaystyle p}
- Une somme fixe (abonnement, prix d'entrée, …) {\displaystyle A}
- C'est-à-dire {\displaystyle T(q)=A+pq}

### Détermination du prix optimal
Un consommateur a un surplus {\displaystyle S(q_{1})=\int _{0}^{q_{1}}\left(P(q)-P(q_{1})\right)dq=\int _{0}^{q_{1}}P(q)dq-P(q_{1})q_{1}}
Il est donc prêt à payer un supplément {\displaystyle A=S(q)}.
Soit {\displaystyle T(q_{1})=\int _{0}^{q_{1}}P(q)dq} : le producteur capte tout le surplus.
La discrimination parfaite reste théorique. Il existe peu d'exemples d'applications. L'exemple le plus proche est celui d'un unique médecin dans une petite ville qui pratiquerait ses prix en fonction de la capacité à payer de ses clients.
Bien que neutre sur le plan de la transaction, le transfert de surplus généré par la discrimination parfaite se fait au détriment du consommateur. C'est pourquoi le droit de la consommation interdit souvent les discriminations de ce type en imposant l'affichage des prix de manière à fixer l'offre avant que la transaction ait lieu (bars, restaurants, coiffeurs…). Pour ce qui est des entreprises, le droit de la concurrence promeut une certaine transparence en posant l'obligation pour le fournisseur de communiquer son barème de prix et ses conditions générales de vente au revendeur qui en fait la demande. Cette obligation de communication posée à l'article 441-6 du Code de commerce français n'est cependant pas précédé par une obligation d'établissement. Le fournisseur peut en conséquence établir des documents différents pour chaque entreprise cliente car le texte de l'article 442-6 du Code de commerce français ne sanctionne la discrimination que dans la mesure où elle « crée un avantage ou un désavantage dans la concurrence ».

## Discrimination de deuxième type

### Définition et exemples
La discrimination de deuxième type a lieu lorsque l'offreur connaît les différences entre les consommateurs, mais ne peut les identifier. Il propose alors différents packages:
- Prix, Quantité
- Prix, Qualité

Les consommateurs s'autosélectionnent. Et, il faut respecter deux principales contraintes:
1. Participation
2. Incitation

La forme la plus générale de discrimination du deuxième type est la présentation d'un menu (qualité, prix) qui amène les clients valorisant le plus la qualité à payer plus cher. L'exemple le plus simple est le restaurant qui propose une série de menus de prix et de sophistication croissante.

### Formulation mathématique

#### Formulation simple
Prenons l'exemple d'un caviste qui dispose d'un stock de deux types de bouteilles : les bouteilles b de vin de pays médiocre, et les bouteilles B de vin de haute qualité. Ce caviste sait que deux types de clients viennent chez lui : une proportion q ne sont pas très connaisseurs, et cherchent l'ivresse sans s'occuper du flacon, et une proportion (1-q) de connaisseurs. N clients entrent chez lui chaque jour.
Les clients du premier groupe sont prêts à payer {\displaystyle p_{l}} pour une bouteille b et {\displaystyle P_{l}>p_{l}} pour une bouteille B. Les connaisseurs eux sont prêts à payer {\displaystyle p_{h}} pour b et {\displaystyle P_{h}>P_{l},P_{h}>p_{h}} pour B. On modélise cette préférence comme un paramètre. Une bouteille b apporte au premier type de consommateurs un surplus {\displaystyle p_{l}-p} et une bouteille B {\displaystyle P_{l}-P}, et au connaisseur respectivement {\displaystyle p_{h}-p} et {\displaystyle P_{h}-P}.
Le problème du caviste est de choisir les prix p et P des bouteilles b et B. Sa stratégie repose dans un premier temps sur la proportion d'acheteurs de chaque type. Comparons les cas suivants :
- Le caviste vend ses bouteilles B à {\displaystyle P_{l}}. Son intérêt est alors de ne pas vendre du tout de bouteilles b, et il gagne {\displaystyle N.P}{\displaystyle l}.
- Le caviste vend ses bouteilles B à {\displaystyle P_{h}} et ses bouteilles b à {\displaystyle p_{l}}. Si le caviste arrive à vendre à ces prix les B aux connaisseurs et les b aux autres, il fait une recette {\displaystyle \pi =N.q.p_{l}+(1-q).N.P_{h}} (il discrimine).

Le caviste préfère la discrimination si
{\displaystyle N.P_{l}<N.q.p_{l}+(1-q).N.P_{h}}
soit :
{\displaystyle q<{\frac {P_{h}-P_{l}}{P_{h}-p_{l}}}}
Cette condition signifie que la discrimination est d'autant plus probable que la proportion de connaisseurs est importante (q faible), l'écart entre les propensions à payer pour la qualité important ({\displaystyle P_{h}-P_{l}} important) et l'écart entre les propensions à payer extrêmes est important ({\displaystyle P_{h}-p_{l}}).
Supposons le caviste trouve intéressant de discriminer. La discrimination est évidemment possible si {\displaystyle p_{l}>p_{h}} : les clients s'autosélectionnent d'eux-mêmes. On peut cependant supposer que le connaisseur valorise plus n'importe quel vin que le non-connaisseur : {\displaystyle p_{h}>p_{l}}. Le caviste doit alors proposer un autre menu de prix pour que la sélection ait lieu.
Il voudrait alors que :
- Les connaisseurs achètent une bouteille B plutôt qu'une bouteille b : {\displaystyle P_{h}-P>p_{h}-p};
- Les connaisseurs achètent une bouteille : {\displaystyle P_{h}-P>0} ou {\displaystyle p_{h}-p>0}
- Les non-connaisseurs achètent une bouteille b : {\displaystyle p_{l}-p>0}

Il est clair que le caviste a intérêt à faire payer autant qu'il peut aux non-connaisseurs : {\displaystyle p_{l}-p=0}.
En substituant, on obtient : {\displaystyle P<P_{h}-p_{h}+p_{l}}, sous réserve que {\displaystyle P<P_{h}}.
Le caviste propose donc le menu {\displaystyle (p_{l},min\{P_{h},P_{h}-p_{h}+p_{l}\})}

#### Formulations élaborées
On peut envisager différentes extensions qui rendent le problème plus complexe:
- Le caviste peut choisir la qualité des vins en plus du prix. Il peut alors diminuer la qualité des vins b pour s'assurer que les connaisseurs achètent les bouteilles B.
- Le caviste a à sa disposition plus de deux qualités différentes, fixées. Le résultat général est alors que la stratégie optimale du caviste est de diminuer au maximum la qualité des moins bonnes bouteilles afin d'extraire plus des bouteilles de meilleure qualité. Empiriquement, cela explique que la suppression des troisième classe de chemin de fer se soit traduite par la baisse des prix de la première classe et la hausse des prix de deuxième classe.
- Les propensions à payer des agents et les qualités possibles sont des variables continues. L'analyse devient alors analytiquement très complexe, se rapprochant des problèmes de fiscalité optimale.

## Discrimination de troisième type
On suppose que le monopole peut segmenter son marché sur la base d'informations exogènes (âge, sexe, statut –
étudiant/personne âgée/...–, localisation, circuit de distribution –grande surface/petit commerce/distributeur
automatique). Il connaît les demandes totales (ou moyennes) des segments, mais il ne connaît pas les demandes des
individus. Le monopole maximise son profit en fixant un prix adapté à chaque segment.
On suppose, sans perte de généralité, qu'il y a deux segments. On note Di(P) la demande du segment i, et C(Y) le coût
total de production. Le problème du monopole s'écrit :
MaxP1, P2 P1D1 (P1) + P2 D2 (P2)- C (D1 (P1)+ D2 (P2))

### Monopole multi-produit
Avec des demandes indépendantes, et des quantités additives. On peut considérer la segmentation de deux points de
vue.
1. Soit on considère que le monopole vend deux biens différents (le bien vendu au segment 1 est différent du bien vendu au segment 2) : on considère le problème comme celui d'un monopole multiproduit.
2. Soit on considère que le monopole vend un bien, sur deux marchés différents : il y a segmentation et discrimination.

### Mise en œuvre de la segmentation
Pour le monopole qui a segmenté son marché, le coût marginal de production ne dépend pas du segment sur lequel la
« dernière » unité est vendue : c'est la recette marginale qui dépend du segment. Le monopole va donc commencer par
vendre au segment qui lui procure la recette marginale la plus élevée. Les recettes marginales étant décroissantes, à
partir d'un certain niveau de production, les recettes marginales sont devenues égales sur les deux segments. Le
monopole est alors indifférent entre vendre au segment 1 et vendre au segment 2 : il va vendre de façon à conserver
égales entre elles les recettes marginales des deux segments, jusqu'à ce que leur niveau soit égal au coût marginal.
D'où les deux résultats :
1. Le monopole discriminant au troisième degré égalise entre elles les recettes marginales des segments.
2. Le monopole discriminant au troisième degré égalise les recettes marginales des segments au coût marginal de production.